# Brian Riemer
Brian Riemer (22 settembre 1978) è un allenatore di calcio danese, commissario tecnico della nazionale danese.

## Carriera
Ha trascorso nove anni con il Copenaghen, dove ha allenato nel settore giovanile e ricoperto il ruolo di vice della prima squadra. Il 26 ottobre 2018 viene nominato allenatore in seconda del Brentford, diretto dal connazionale Thomas Frank; il 20 gennaio 2020 firma un rinnovo triennale con le Bees. Il 2 dicembre 2022 lascia il club londinese per diventare il nuovo tecnico dell'Anderlecht; il 22 settembre 2023 prolunga con i bianco-malva fino al 2026.
Viene esonerato il 19 settembre 2024.
Il 24 ottobre viene annunciato come nuove commissario tecnico della Danimarca, al posto dell'allenatore ad interim Lars Knudsen.

## Statistiche

### Statistiche da allenatore

#### Nazionale
Statistiche aggiornate al 10 giugno 2025.
| Squadra   | Naz                  | dal             | al       | Record | Record | Record | Record | Record | Record | Record | Record     |
| Squadra   | Naz                  | dal             | al       | G      | V      | N      | P      | GF     | GS     | DR     | % Vittorie |
| --------- | -------------------- | --------------- | -------- | ------ | ------ | ------ | ------ | ------ | ------ | ------ | ---------- |
| Danimarca | Danimarca (bandiera) | 24 ottobre 2024 | in corso | 6      | 3      | 1      | 2      | 11     | 8      | +3     | 50,00      |

#### Nazionale danese nel dettaglio
| 2024             | Danimarca        | UEFA Nations League 2024-2025 | Sub., Quarti di finale | 2 | 0 | 1 | 1 | &0,00   | 1  | 2 | -1 |
| 2025             | Danimarca        | UEFA Nations League 2024-2025 | Sub., Quarti di finale | 2 | 1 | 0 | 1 | 50,00   | 3  | 5 | -2 |
| Dal 2024         | Danimarca        | Amichevoli                    |                        | 2 | 2 | 0 | 0 | 100,00& | 7  | 1 | +6 |
| Totale Danimarca | Totale Danimarca | Totale Danimarca              | Totale Danimarca       | 6 | 3 | 1 | 2 | 50,00   | 11 | 8 | +3 |

#### Panchine da commissario tecnico della nazionale danese
| Cronologia completa delle presenze e delle reti in nazionale ― Inghilterra | Cronologia completa delle presenze e delle reti in nazionale ― Inghilterra | Cronologia completa delle presenze e delle reti in nazionale ― Inghilterra | Cronologia completa delle presenze e delle reti in nazionale ― Inghilterra | Cronologia completa delle presenze e delle reti in nazionale ― Inghilterra | Cronologia completa delle presenze e delle reti in nazionale ― Inghilterra | Cronologia completa delle presenze e delle reti in nazionale ― Inghilterra    | Cronologia completa delle presenze e delle reti in nazionale ― Inghilterra |
| Data                                                                       | Città                                                                      | In casa                                                                    | Risultato                                                                  | Ospiti                                                                     | Competizione                                                               | Reti                                                                          | Note                                                                       |
| -------------------------------------------------------------------------- | -------------------------------------------------------------------------- | -------------------------------------------------------------------------- | -------------------------------------------------------------------------- | -------------------------------------------------------------------------- | -------------------------------------------------------------------------- | ----------------------------------------------------------------------------- | -------------------------------------------------------------------------- |
| 15-11-2024                                                                 | Copenaghen                                                                 | Danimarca                                                                  | 1 – 2                                                                      | Spagna                                                                     | UEFA Nations League 2024-2025 - Lega A                                     | Gustav Isaksen                                                                | Cap: P. Højbjerg                                                           |
| 18-11-2024                                                                 | Leskovac                                                                   | Serbia                                                                     | 0 – 0                                                                      | Danimarca                                                                  | UEFA Nations League 2024-2025 - Lega A                                     | -                                                                             | Cap: C. Eriksen                                                            |
| 20-3-2025                                                                  | Copenaghen                                                                 | Danimarca                                                                  | 1 – 0                                                                      | Portogallo                                                                 | UEFA Nations League 2024-2025 - Quarti di finale (Andata)                  | Rasmus Højlund                                                                | Cap: K. Schmeichel                                                         |
| 23-3-2025                                                                  | Lisbona                                                                    | Portogallo                                                                 | 5 – 2                                                                      | Danimarca                                                                  | UEFA Nations League 2024-2025 - Quarti di finale (Ritorno)                 | Rasmus Kristensen Christian Eriksen                                           | Cap: K. Schmeichel                                                         |
| 7-6-2025                                                                   | Copenaghen                                                                 | Danimarca                                                                  | 2 – 1                                                                      | Irlanda del Nord                                                           | Amichevole                                                                 | Gustav Isaksen Christian Eriksen                                              | Cap: P. Højbjerg                                                           |
| 10-6-2025                                                                  | Odense                                                                     | Danimarca                                                                  | 5 – 0                                                                      | Lituania                                                                   | Amichevole                                                                 | Mika Biereth Christian Eriksen Kasper Dolberg Rasmus Kristensen Anders Dreyer | Cap: P. Højbjerg                                                           |
| Totale                                                                     |                                                                            | Presenze                                                                   | 6                                                                          |                                                                            | Reti                                                                       | 11                                                                            |                                                                            |